# 11598 Kubík
11598 Kubík è un asteroide della fascia principale. Scoperto nel 1995, presenta un'orbita caratterizzata da un semiasse maggiore pari a 2,3451233 UA e da un'eccentricità di 0,1723906, inclinata di 3,08460° rispetto all'eclittica.